# لی ایپ سائه
 لی ایپ سائه (به کره‌ای:  이잎새 به انگلیسی: Lee Ip Sae) (زاده ۴ می ۱۹۷۹) بازیگر در کره جنوبی است.
او به دلیل بازی در نقش یانگ رو در مجموعه تلویزیونی جواهری در قصر و بازی در نقش چو بی در مجموعه تلویزیونی ایسان (مجموعه تلویزیونی) و بازی در نقش جونگ گوم در افسانه اوک نیو شناخته شد

## مجموعه تلویزیونی
- ۱۹۸۵ بیوه سیاه
- ۱۹۸۶ سرزمینی دورتر از آسمان
- ۱۹۸۶ بادآورده
- ۱۹۸۸ ملکه اینهیون (پرنسس شیم)
- ۱۹۸۹ خاطرات بانو هه‌گیونگ (جوانی ملکه هیویی)
- ۱۹۹۰ دوونگون (جوانی ملکه میونگ‌سونگ )
- ۱۹۹۶ زادگاه افسانه ها (پرنسس باری)
- ۱۹۹۹ هور جون (یونیو اونجی)
- ۲۰۰۰ بی‌وقفه
- ۲۰۰۱ سه دوست
- ۲۰۰۳ جواهری در قصر (یانگرو)
- ۲۰۰۷ ایسان (چوبی)
- ۲۰۱۶ افسانه اوک‌نیو (جونگ گوم)

## تغییر نام
او در می ۲۰۱۱ نام خودر ا از (이잎새 / Lee Ip Sae) به (Lee Do Eun/ 이도은) تغییر داد تا به عنوان یک بازیگر تازه‌کار اما پر فعال به سینما و تلویزیون بازگردد و فعالیت خودرا مجدداً آغاز کند 